# Prefettura di Niigata
Niigata (新潟県?, Niigata-ken) è una prefettura giapponese con circa 2,4 milioni di abitanti, si trova nella regione di Chūbu, sull'isola di Honshū. Il suo capoluogo è l'omonima città di Niigata.

## Geografia fisica
La prefettura di Niigata si stende per circa 240 km lungo le coste del Mar del Giappone, da sud-ovest a nord-est. Comprende inoltre la grande isola di Sado.
Confina con le prefetture di Fukushima e Yamagata a est, con le prefetture di Gunma e Nagano a sud e con la prefettura di Toyama a ovest.
La prefettura viene generalmente divisa in 4 aree geografiche: Joetsu (a sud), Chuetsu (nel centro), Kaetsu (a nord) e l'isola di Sado.
La prefettura di Niigata ospita la foce del fiume Shinano, il più lungo del Giappone.

### Città
La prefettura ospita 20 città:
| - Agano - Gosen - Itoigawa - Jōetsu - Kamo | - Kashiwazaki - Minami-Uonuma - Mitsuke - Murakami - Myōkō | - Nagaoka - Niigata (capoluogo) - Ojiya - Sado - Sanjō | - Shibata - Tainai - Tōkamachi - Tsubame - Uonuma |

### Distretti, paesi e villaggi
| - Distretto di Higashikanbara - Aga - Distretto di Iwafune - Awashimaura - Sekikawa - Distretto di Kariwa - Kariwa - Distretto di Kitakanbara - Seirō | - Distretto di Minamikanbara - Tagami - Distretto di Minamiuonuma - Yuzawa - Distretto di Nakauonuma - Tsunan - Distretto di Nishikanbara - Yahiko - Distretto di Santō - Izumozaki |